# Alepa
Alepa est une chaîne de petits et moyens magasins de vente de produits alimentaires dans le grand Helsinki en Finlande.
Alepa fait partie de HOK-Elanto du groupe S-Ryhmä.

## Présentation
Alepa a 69 magasins à Helsinki, 17 à Espoo et 15 à Vantaa. 
Alepa a 3 magasins à Kerava et 2 à Nurmijärvi, 2 à Tuusula 2 à Hyvinkää et 1 à Järvenpää.
En tout, la chaîne Alepa gère 111 magasins.
Dans les autres régions, le groupe S-ryhmä a une chaîne de magasins équivalente nommée Sale. 
Les magasins Alepa sont principalement situés dans les parties densément construites du grand Helsinki, mais ils sont également présents dans de nombreuses stations d'essence ABC. 
Il existe également un Alepa à l'aéroport Helsinki-Vantaa.

## Galerie

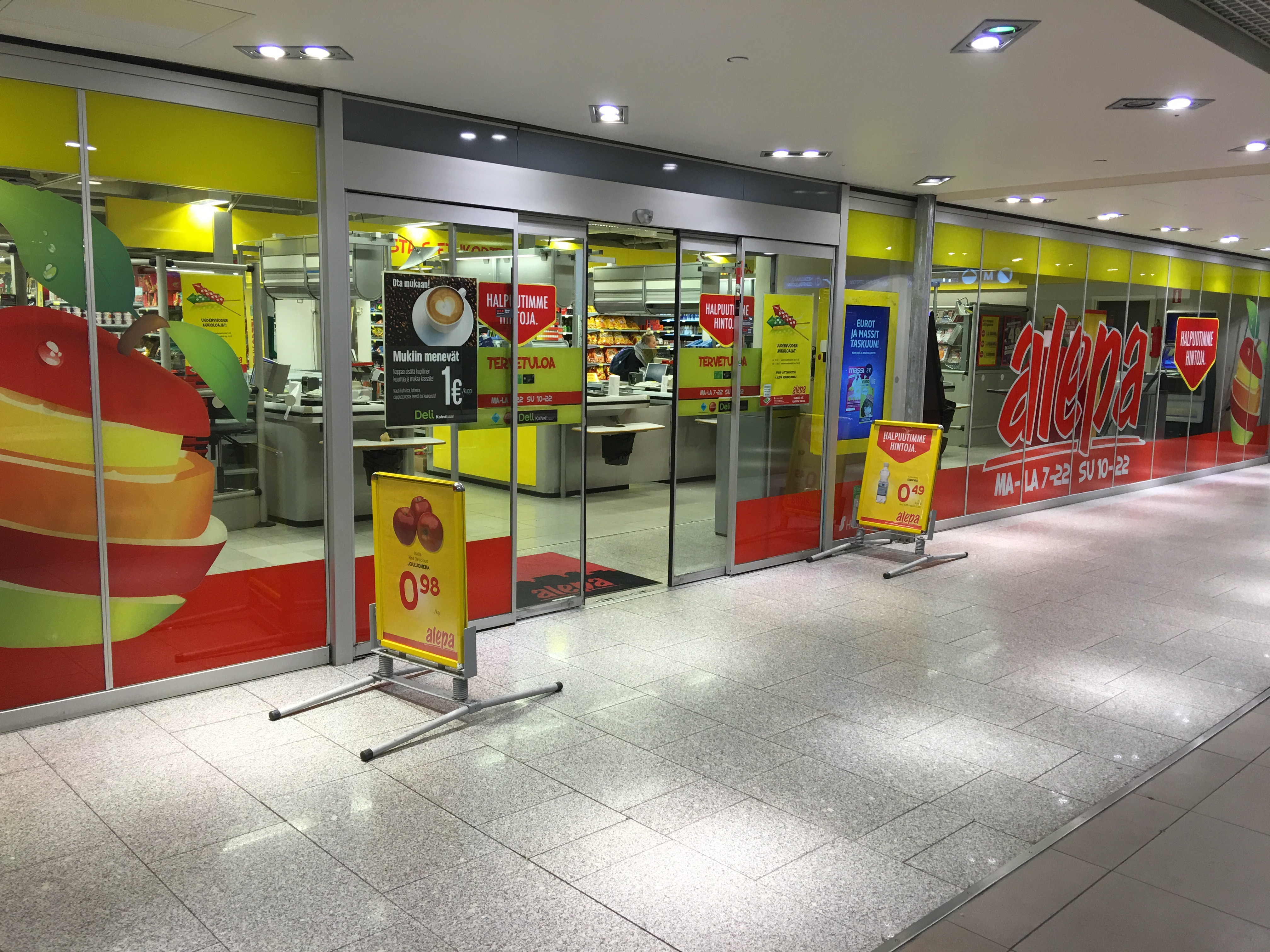
Ancien Alepa de Kluuvi.
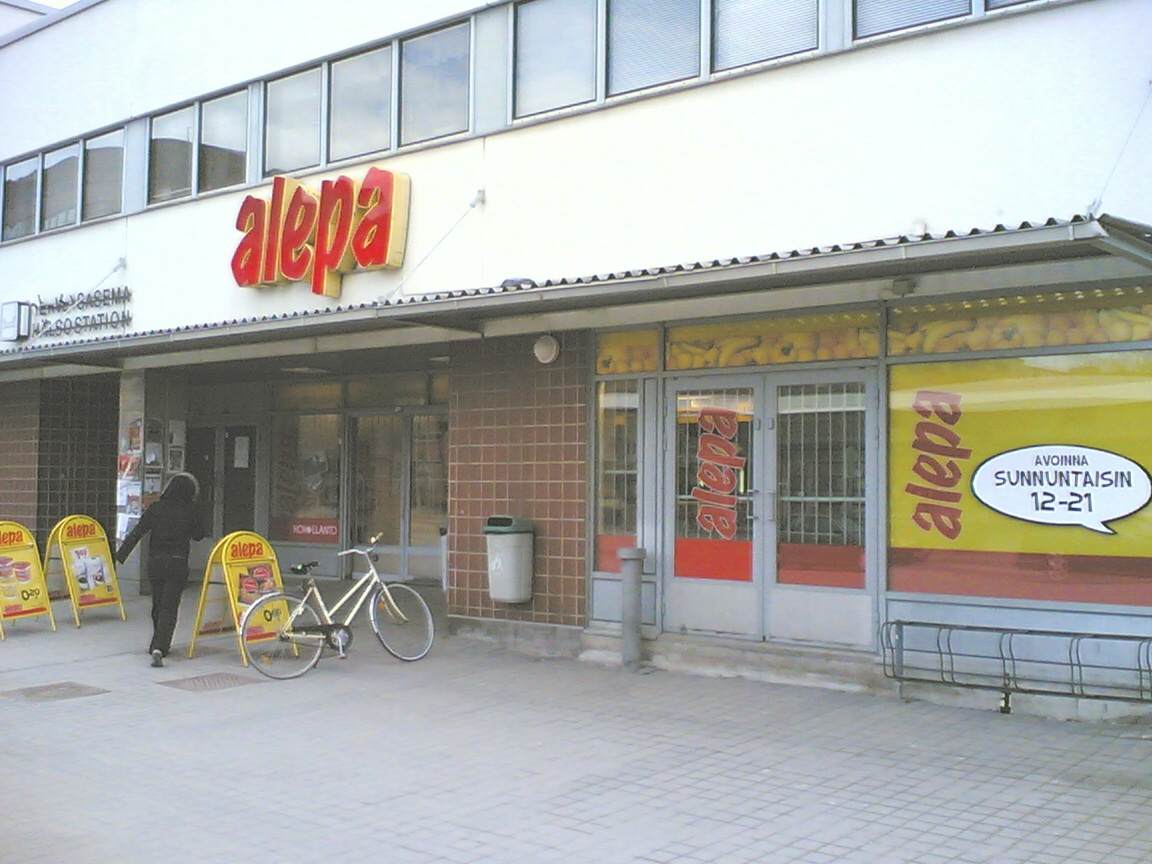
Alepa de Pukinmäki.